# Nuno Martins da Silveira
Nuno Martins da Silveira (c. 1390 - d. 25 de Junho de 1453) foi um militar, nobre e diplomata português.

## Biografia
D. Nuno Martins da Silveira era filho de Martim Gil Pestana e de sua mulher Maria Gonçalves da Silveira.
Foi Escrivão da Puridade de D. Duarte I desde que este era Infante Herdeiro e depois de se tornar Rei.
Foi combatente de Ceuta, onde se dirigiu em 1415. Na refrega que precedeu a Conquista da cidade Marroquina a 15 de Agosto, foi ele um dos que ajudaram a arvorar a bandeira do Infante Herdeiro D. Duarte de Portugal na Torre de Fez, depois duma bem travada escaramuça com os mouros à porta que veio a chamar-se de Fernão Afonso. Nuno Martins da Silveira ganhou aí as esporas de Cavaleiro, cuja investidura lhe foi dada pelo referido Infante.
Gomes Eanes de Zurara diz que ele era homem de grande corpo e de feitos notáveis.
A 20 de Setembro de 1415, D. João I couta a Nuno Martins da Silveira, Cavaleiro, Escrivão da Puridade do Infante seu filho, a Herdade que ele possuía na vila de Terena, Couto confirmado por D. Duarte I a 28 de Janeiro de 1434.
Exerceu o cargo de Coudel-Mor dos Reis D. João I de Portugal, D. Duarte I de Portugal e D. Afonso V de Portugal e foi seu Vedor das Obras do Reino e Fidalgo do Conselho.
A 28 de Janeiro de 1434, D. Duarte I couta a Nuno Martins da Silveira, do seu Conselho e Escrivão da Puridade, a Herdade do Divor, no termo de Évora, contígua a terras de Fernão Lopes Lobo.
A 26 de Abril de 1434, D. Duarte I confirma a Nuno Martins da Silveira, do seu Conselho e Escrivão da Puridade, o Morgado e Capela instituído em Évora por Catarina Gil de Aguiar, da qual Nuno Martins da Silveira era parente (primo-sobrinho-neto em segundo grau), por ser filho de Maria Gonçalves da Silveira, neto materno de Alda Rodrigues, "da linhagem d aguiar", bisneto de Rodrigo Afonso, trineto de Afonso Rodrigues e tetraneto de D. Rodrigo de Aguiar, "que se mostra ser cabeça e o princípio desta linhagem em esta cidade, o qual ouve cinquo filhos lidímos cavaleíros", entre eles também Soeiro Rodrigues, pai de Gil Soares e avô da dita Catarina Gil.
A 30 de Dezembro de 1434, D. Duarte I confirma a Nuno Martins da Silveira, do seu Conselho e Escrivão da Puridade, a Administração da Capela que João Primeiro e sua mulher Constança Domingues instituíram na Igreja de Santa Cruz de Lisboa, e que D. João I lhe havia doado para ele e seus descendentes.
A 30 de Dezembro de 1434, D. Duarte I confirma a Nuno Martins da Silveira, do seu Conselho e Escrivão da Puridade, a doação que D. João I lhe fizera duns terrenos em Évora, junta a suas casas.
A 8 de Maio de 1436, D. Duarte I doa a Nuno Martins da Silveira, Cavaleiro do seu Conselho e Escrivão da Puridade, pelo muito serviço que lhe fez, bem como a seu pai D. João I, a vila de Terena, que "se começa a probar", em sua vida, com todas as rendas e direitos, e da qual foi o 1.º Senhor. Veio também a ser Alcaide-Mor de Terena.
A 11 de Novembro de 1436, D. Duarte I dá a Nuno Martins da Silveira, "nosso criado e do nosso conselho e scpriuam da nossa puridade", a Quinta em Azeitão que fora de Afonso Anes Nogueira e que o dito Nuno Martins da Silveira arrendara a Afonso Martins Palhavã e Constança Anes, que morreram, não se sabendo de herdeiros.
Nas discórdias entre o Infante D. Pedro de Portugal, 1.º Duque de Coimbra, e D. Leonor de Aragão, Rainha de Portugal, viúva de D. Duarte I de Portugal, seguiu o Partido da Rainha.
A 28 de Agosto de 1439, o Infante D. Pedro de Portugal, 1.º Duque de Coimbra, Regente na menoridade de D. Afonso V, confirma um privilégio a Nuno Martins da Silveira, coutando-lhe, a seu pedido, uma Herdade que possuía no termo da vila de Terena, contanto que fosse aproveitada, tornando-a defesa aos vizinhos e moradores da dita vila (insertas Cartas de D. Duarte I de 28 de Janeiro de 1434 e de D. João I de 20 de Setembro de 1415).
A 1 de Maio de 1445, o Infante D. Pedro de Portugal, 1.º Duque de Coimbra, Regente na menoridade de D. Afonso V, nomeia Lopo Afonso para o cargo de Escrivão da Puridade, em substituição de Nuno Martins da Silveira.
Esteve na Batalha de Alfarrobeira, a 20 de Maio de 1449.
A 2 de Abril de 1450, D. Afonso V nomeia João Esteves, Escudeiro de Nuno Martins da Silveira, para o cargo de Tabelião do Cível e Crime da cidade de Coimbra, em substituição de Nuno Martins da Silveira, que renunciara.
A 18 de Abril de 1450, D. Afonso V confirma a doação da tença anual de 700.000 libras pelo casamento de Isabel da Silveira, Donzela da Casa de D. Leonor de Aragão, Rainha de Portugal, filha de Nuno Martins da Silveira, do Conselho, Escrivão da Puridade, sobrinha materna de D. Álvaro de Abreu, Bispo de Évora, com João de Melo, Cavaleiro Fidalgo, filho de Martim Afonso de Melo, do Conselho e Guarda-Mor de D. João I, bem como os direitos da vila do Redondo, até perfazer a verba de 2.000 coroas.
Foi Rico-Homem do Reino de Portugal e Embaixador a Castela.
A 17 de Junho de 1450, D. Afonso V privilegia Nuno Martins da Silveira, Rico-Homem, do seu Conselho, Escrivão da Puridade e Coudel-Mor do Reino, para que quatro criados e eEscudeiros seus possam andar de besta muar de freio e sela por todo o Reino.
A 27 de Setembro de 1450, D. Afonso V doa a Nuno Martins da Silveira, Rico-Homem, do seu Conselho, Escrivão da Puridade, os direitos sobre a torre que está situada perto de duas casas suas na cidade de Évora, bem como os pardieiros onde estão fundadas as ditas casas.
A 1 de Junho de 1451, Nuno Martins da Silveira, Escrivão da Puridade e Coudel-Mor do Reino, Rico-Homem e do Conselho, obteve do Rei privilégio para que sua mulher Leonor Gonçalves de Abreu e suas filhas Guiomar de Abreu, Leonor da Silveira e Violante de Abreu fossem "chamadas de Dona".
A 4 de Janeiro de 1452, D. Afonso V confirma doação a Nuno Martins da Silveira, Rico-Homem, dum pedaço de cana de cerca velha, um chão, uma porta nova até à porta da talha do Mouro, em Évora.
A 25 de Junho de 1453, D. Afonso V privilegia Nuno Martins da Silveira, Rico-Homem, do seu Conselho e Escrivão da Puridade, concedendo-lhe em vida todas as colheitas que o Rei possuía no Reino, nas terras conquistadas a mouros e nos lugares, passagem de rios, ribeiras e onde por obrigação e direito devem ao Rei.

## Dados genealógicos
Casou com Leonor Gonçalves de Abreu, que também aparece como Branca Gonçalves de Abreu, sendo referida como Madrinha do Rei, mas deve ser erro. A 25 de Março de 1450, D. Afonso V privilegia Gonçalo Eanes, sapateiro, morador na cidade de Lisboa, a pedido de Branca Gonçalves de Abreu, Madrinha do Rei, mulher de Nuno Martins da Silveira, Rico-Homem, Conselheiro Régio, Escrivão da Puridade, Coudel-Mor, isentando-o de ser posto por besteiro do conto, do pagamento de diversos impostos ao Concelho, de encargos concelhios, de ir com presos e dinheiros. Era filha de Gonçalo Anes de Abreu e de sua mulher Isabel Falconer, filha dum inglês. Tiveram dez filhos e filhas: 
- Isabel de Abreu (? - d. 13 de Setembro de 1455), segunda mulher de Vasco Martins de Melo (c. 1400 - d. 13 de Setembro de 1455), com geração feminina
- Gonçalo da Silveira, solteiro e sem geração
- Vasco da Silveira, solteiro e sem geração
- Diogo da Silveira, 2.º Senhor de Terena, casado com Beatriz de Góis, Senhora de juro e herdade de Góis, de Oliveira do Conde, etc, com geração
- Isabel da Silveira, Donzela da Casa da Rainha D. Leonor de Aragão, primeira mulher antes de 18 de Abril de 1450 de João de Melo (Alvito, Alvito, Paço de Água de Peixes, c. 1409 - Serpa, a. 1486), 1.º Senhor de juro e herdade do Redondo, 1.º Senhor do Morgado do Paço de Serpa e 1.º Senhor de juro e herdade de Pavia, com geração
- Fernão da Silveira, o Regedor (? - Évora, 1493), casado com D. Isabel Henriques, com geração
- Guiomar de Abreu, Freira
- Leonor da Silveira, solteira e sem geração
- Violante de Abreu, Donzela da Imperatriz D. Leonor de Portugal, do Santo Império Romano, casada em 1453 com Gomes de Miranda, 3.º Senhor do Morgado da Patameira, em Torres Vedras, com geração
- Mécia da Silveira (? - d. 1463), segunda mulher de D. Fradique de Castro (? - a. 1463), sem geração; a 26 de Setembro de 1463, D. Afonso V privilegia Álvaro Afonso, cutileiro, morador na cidade de Coimbra, a pedido de D. Mécia da Silveira, viúva de D. Fradique de Castro, isentando-o do pagamento de diversos impostos e encargos ao Concelho, de ser posto por besteiro do conto, de ter cavalo e armas, bem como do direito de pousada